# Leroy Walks!
| Recensione | Giudizio |
| ---------- | -------- |
| AllMusic   | [ 1 ]    |

Leroy Walks! è il primo album discografico come solista del contrabbassista jazz statunitense Leroy Vinnegar (l'album è a nome The Leroy Vinnegar Sextet), pubblicato dalla casa discografica Contemporary Records nel gennaio del 1958.

## Tracce

### LP
Lato A
1. Walk On – 8:23 (Leroy Vinnegar) – Registrato il 15 luglio 1957
2. Would You Like to Take a Walk – 6:52 (Mort Dixon, Billy Rose, Harry Warren) – Registrato il 23 settembre 1957
3. On the Sunny Side of the Street – 5:37 (Dorothy Fields, Jimmy McHugh) – Registrato il 16 settembre 1957

Lato B
1. Walkin' – 6:24 (Richard Carpenter) – Registrato il 15 luglio 1957
2. Walkin' My Baby Back Home – 4:47 (Fred E. Ahlert, Roy Turk) – Registrato il 16 settembre 1957
3. I'll Walk Alone – 3:30 (Sammy Cahn, Jule Styne) – Registrato il 16 settembre 1957
4. Walkin' by the River – 5:33 (Robert Sour, Una Mae Carlisle) – Registrato il 23 settembre 1957

## Musicisti
- Leroy Vinnegar - contrabbasso
- Carl Perkins - pianoforte
- Victor Feldman - vibraharp
- Gerald Wilson - tromba
- Teddy Edwards - sassofono tenore
- Tony Bazley - batteria

Note aggiuntive
- Lester Koenig - produttore
- Registrazioni effettuate al Contemporary's Studio di Los Angeles, California
- Roy DuNann e Howard Holzer - ingegneri delle registrazioni
- Roy DuNann - supervisione del suono
- Peter James Samerjan - fotografia copertina frontale album originale
- Guidi/Tri-Arts - design copertina album originale
- Nat Hentoff - note retrocopertina album originale[3]